# От Сон
От Сон (на френски: Haute-Saône, „Горна Сона“) е департамент в регион Бургундия-Франш Конте, източна Франция. Образуван е през 1790 година от северозападните части на провинция Франш Конте. Площта му е 5360 км², а населението – 237 017 души (2016). Административен център е град Везул.

## Туризъм
- църквата във Везул
- кметството в ренесансов стил
- замък